# Psapharochrus carinicollis
Psapharochrus carinicollis là một loài bọ cánh cứng trong họ Cerambycidae.